# 庫納里
庫納里（法語：Kounari），是馬里的城鎮，位於該國中部，由莫普提區的莫普提省負責管轄，面積600平方公里，海拔高度273米，2009年人口5,632，人口密度每平方公里9.4人。